# Barcelone — Parc au crépuscule
Barcelone — Parc au crépuscule foi um filme mudo de 1904, de 1 minuto de duração.

## Sinopse
O filme mostra a cidade de Barcelona durante a noite.